# 玉姫稲荷神社
玉姫稲荷神社（たまひめいなりじんじゃ）は、東京都台東区の神社。

## 歴史
760年（天平宝字4年）に創建された。武蔵国豊島郡王子村（現・東京都北区）の王子稲荷神社とも関係があるという。また新田義貞が北条高時を追討すべく、鎌倉に進撃（鎌倉の戦い）する際に、当社で戦勝祈願したという故事もあり、かなり歴史ある神社であると推測される。
1945年（昭和20年）の東京大空襲で全焼してしまった。戦後まもなくは台東区立田中小学校（現在は閉校）の奉安殿を譲り受けて祭祀を行い、1953年（昭和28年）に各社殿が再建された。
当社の氏子には、地場産業である製靴業者も名を連ねており、毎年11月に「靴のめぐみ祭り市」と題して、靴の大安売り市が開かれている。

## 交通アクセス
- 南千住駅より徒歩10分。